# Helicoprionidae
Famille
Synonymes
- † Agassizodontidae Zangerl, 1981

Les Helicoprionidae (ou Agassizodontididae) sont une famille éteinte d'Holocéphales appartenant à l'ordre des Eugeneodontida ayant vécu du Carbonifère au Trias.

## Description
Ils sont connus pour leur mâchoire inférieure en forme de scie circulaire. Une autre famille appartenant au même ordre des Eugeneodontida possède également  des mâchoires de forme étrange : les Edestidae.

## Genres
Les Genres sont :
- † Helicoprion
- † Sinohelicoprion
- † Parahelicoprion
- † Sarcoprion
- † Agassizodus
- † Toxoprion

## Galerie

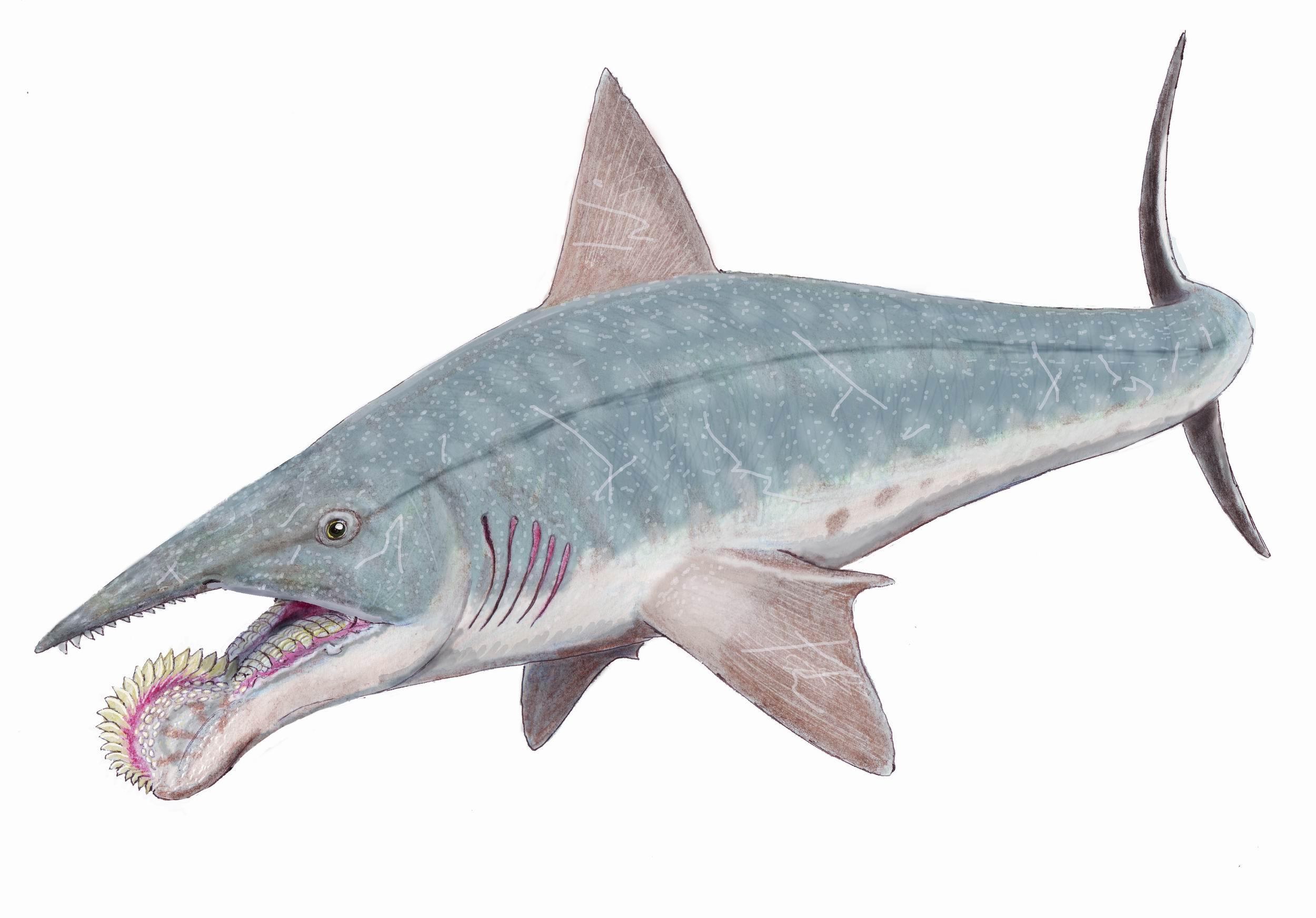
Reconstitution graphique d'Helicoprion bessonovi (ancienne hypothèse d'une mâchoire inférieure proéminente).
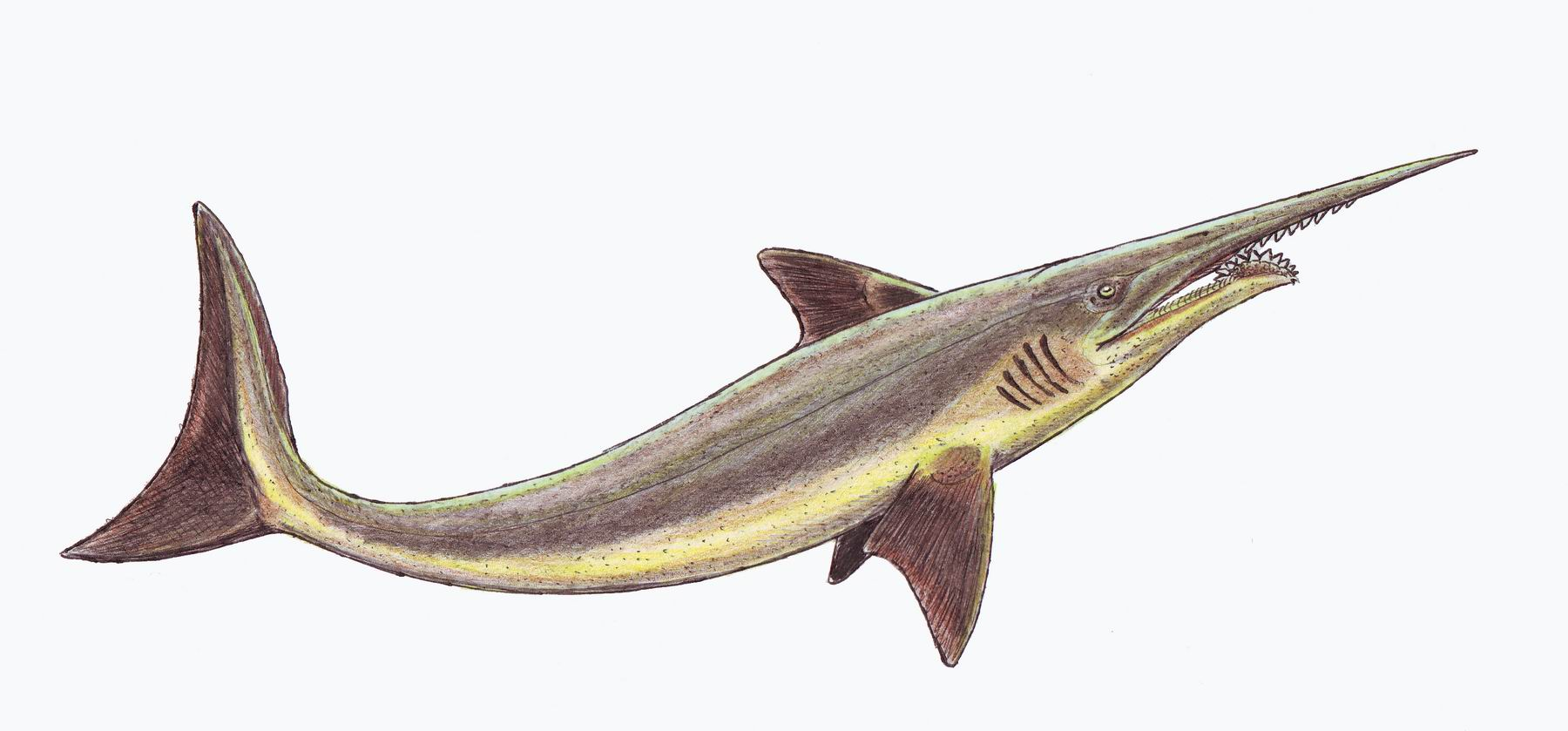
Dessin de Sarcoprion edax.
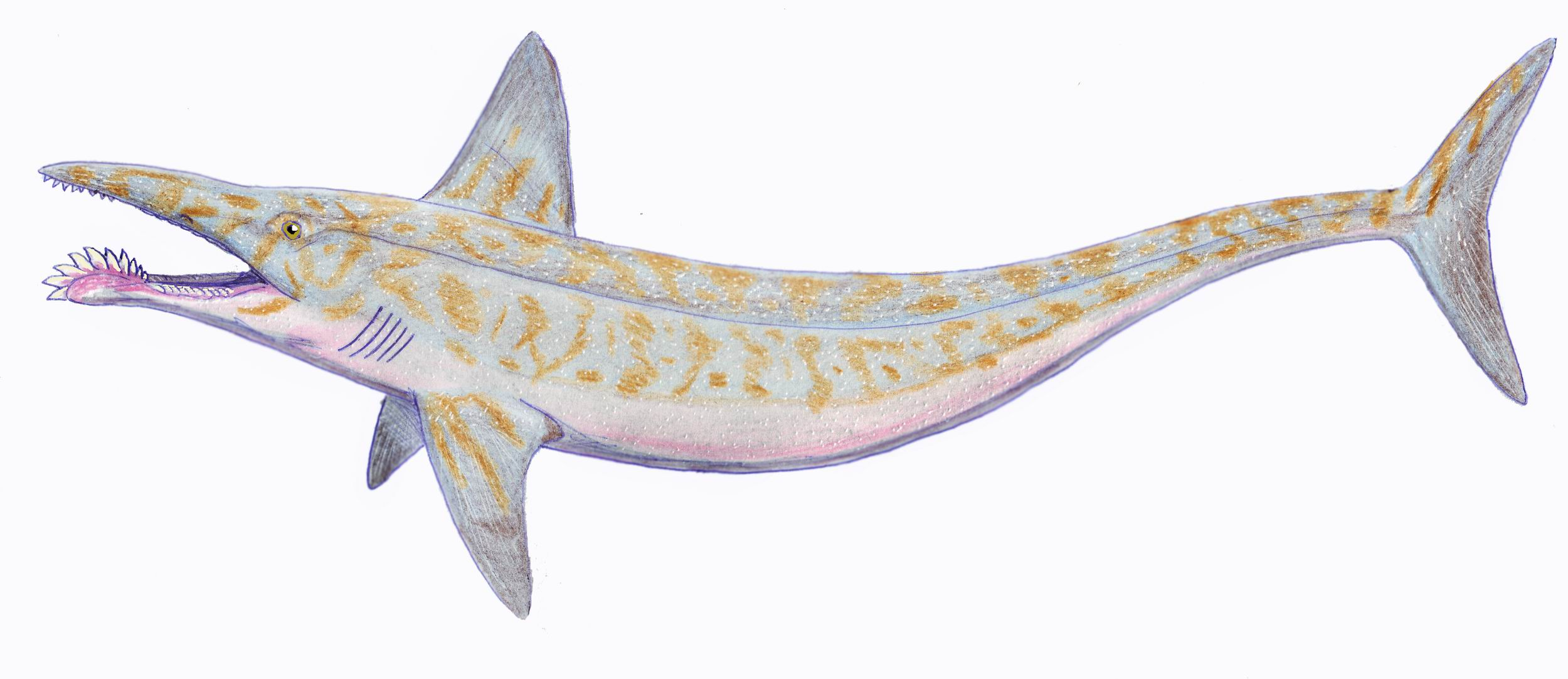
Dessin de Parahelicoprion clerci.